# Schinkel-Denkmal (Neuruppin)

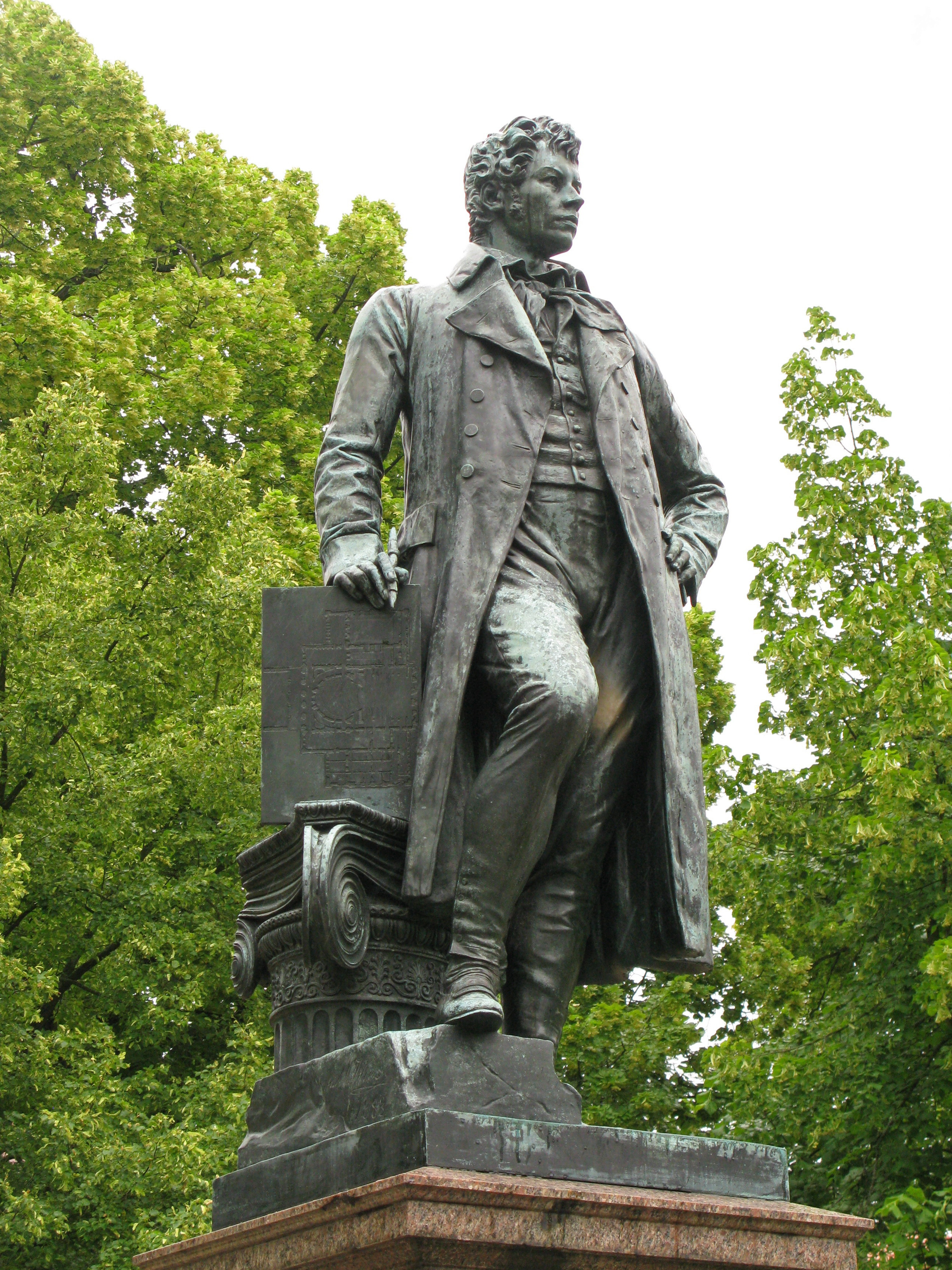
Schinkel-Plastik

Das Schinkel-Denkmal in Neuruppin ist ein Monument für den Sohn der Stadt Karl Friedrich Schinkel. Es stammt vom Bildhauer Max Wiese und steht auf dem Kirchplatz, benannt nach der Pfarrkirche St. Marien.

## Schinkel in Neuruppin
Schinkel wurde am 13. März 1781 in Neuruppin geboren und lebte hier, bis er 13 Jahre alt war. Beim Großen Stadtbrand 1787 wurde das Wohnhaus Schinkels, das Pfarrhaus, zerstört. Im selben Jahr starb sein Vater Johann Christoph Schinkel, der evangelischer Geistlicher und zuletzt Inspektor war. Anschließend wohnte die Familie im Predigerwitwenhaus. Im Jahr 1794 zog die Familie nach Berlin. Für die Klosterkirche der Stadt entwarf er Pläne zur Sanierung (diese dauerte von 1834 bis 1841), wobei auch Veränderungen an der Kirche vorgenommen wurden, so die Rosette über dem Hauptportal und ein Holzturm auf dem Südgiebel. Auch wirkte er mit seinem Entwurf am Denkmal für Friedrich Wilhelm II. mit, von dem Teile übernommen wurden.

## Denkmal

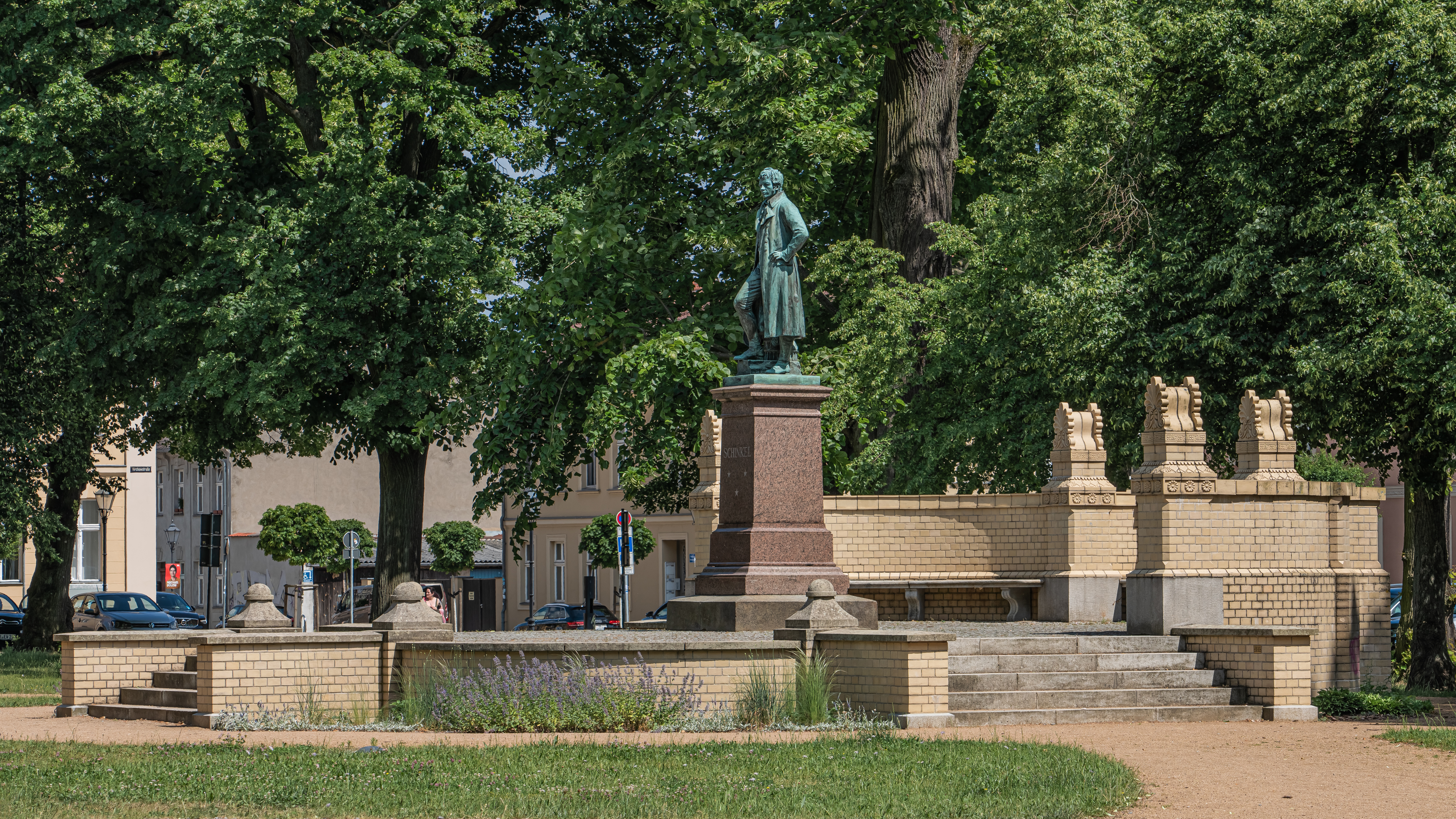
Gesamtansicht

Das Denkmal steht an der Stelle des ehemaligen Pfarrhauses, dem früheren Wohnhaus Schinkels, auf dem Kirchplatz südöstlich der ehemaligen Pfarrkirche.

### Geschichte
Das Denkmal geht auf zwei Initiativen zurück. So regte Ferdinand von Quast 1866 die Bildung eines Schinkel-Komitees um Bürgermeister von Schultz an. Zur gleichen Zeit wurde beim Berliner Architekten-Verein eine Denkmalskommission gegründet. Im Jahr 1881 wurde der Grundstein gelegt, zwei Jahre später am 28. Oktober 1883 erfolgte die feierliche Einweihung auf dem Kirchplatz. Die Plastik stammt vom Professor und Bildhauer Max Wiese, während die Einfriedung (Podest und halbrunde Wand aus Mauerziegel) von Paul Graef entworfen wurde. 1938 wurde das Denkmal ohne die Einfriedung auf den Schulplatz versetzt. Im Jahr 1959 folgte die Rücksetzung an den alten Standort. Doch wurde vorher noch die gründerzeitliche Einfriedung abgerissen, „um durch eine würdige Neugestaltung des Platzes dem Werke eines Großen der klassizistischen Baukunst gerecht zu werden.“ Die Rückkehr des Denkmals stand im Zusammenhang mit der folgenden Teilumgestaltung des Schulplatzes und der Aufstellung des Marx-Denkmals.

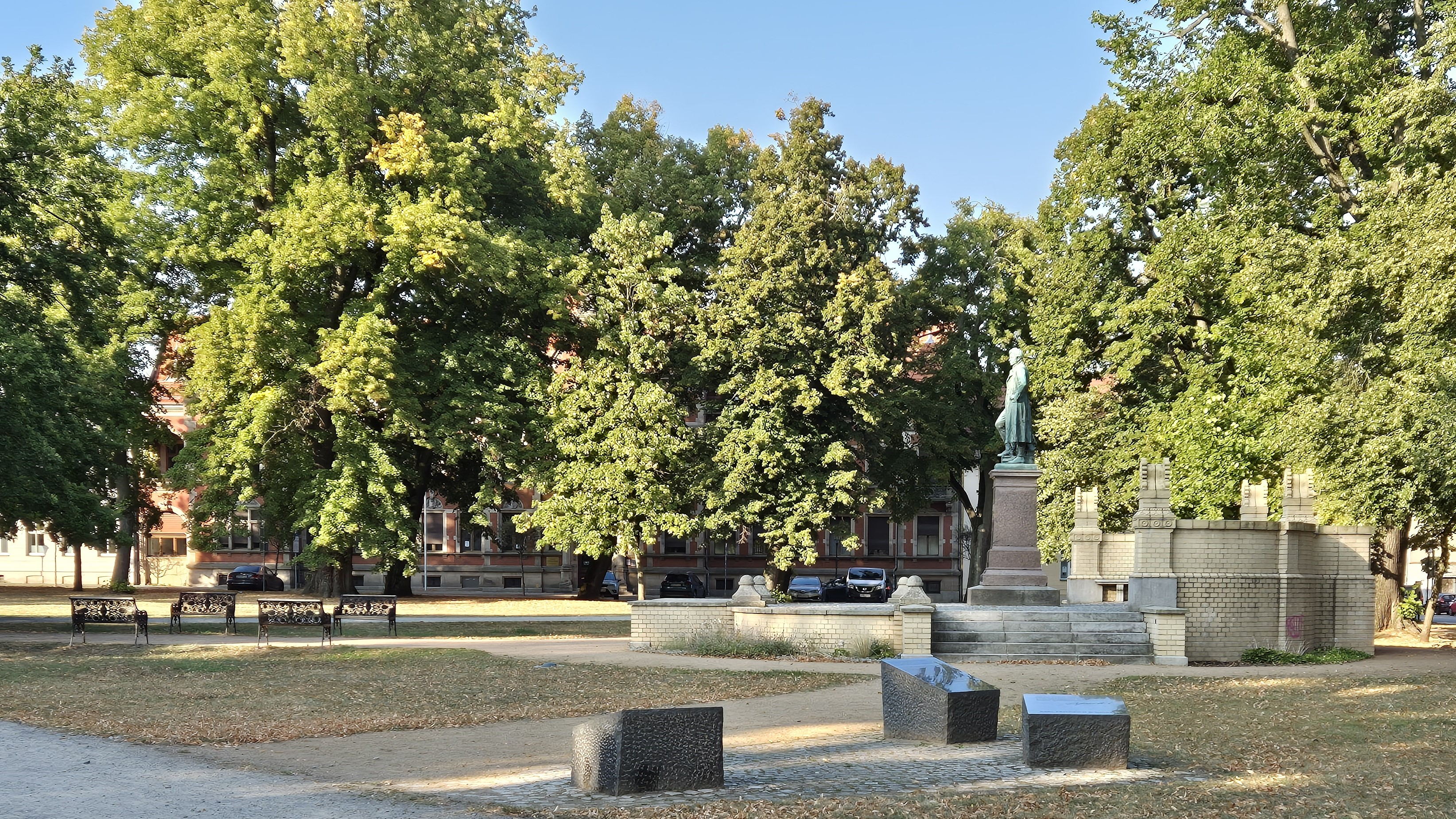
Denkmal mit Informationstafeln (3 von 4) und Bänken

Eine Neueinweihung des Schinkel-Denkmals erfolgte am 28. Oktober 2003. Vorangegangen waren eine umfassende Sanierung sowie die Rekonstruktion der Einfassung. Die Mittel dazu stammten aus Spendengeldern, akquiriert durch die Schinkel-Gesellschaft und dem Neuruppiner Lions-Club. Dazu kamen Geldmittel aus der Städtebauförderung. Im Jahr 2005 wurden ein Weg zum Denkmal angelegt sowie Bodenleuchten installiert. Darüber hinaus wurden im Oktober desselben Jahres Informationstafeln auf Steinquadern aufgestellt.
Am 18. März 2023 wurde es durch die Arbeitsgemeinschaft „Städte mit historischen Stadtkernen“ als Denkmal des Monats ausgezeichnet.
Jährlich findet an diesem Ort eine Gedenkfeier am 9. Oktober, dem Todestag Schinkels, statt.

### Beschreibung
Es handelt sich um eine Bronzefigur des jungen Schinkel auf einem roten Granitsockel. Das rechte Bein angewinkelt, ist der Fuß auf einem Stein abgestellt. Dahinter ein ionisches Kapitell. In der rechten Hand hält Schinkel eine Grundrisszeichnung des Schauspielhauses in Berlin. Die Einfriedung folgt dem Original: ein rundes Podest aus Backstein, dahinter eine halbrunde Wand aus demselben Material – verziert mit Akroterien.